# Karl Kaufmann
Karl Kaufmann (10. oktober 1900 i Krefeld – 4. december 1969 i Hamburg) var nazistisk Gauleiter i Hamburg fra 1929 og Reichsstatthalter i samme by fra 1933 og indtil 2. verdenskrigs afslutning.
Som 18-årig blev han i 1918 tilknyttet det tyske frikorps Marinebrigade Ehrhardt. Han blev medlem af NSDAP allerede i 1922.
Efter 2. verdenskrig blev han den 4.maj 1945 anholdt og intereret. Han blev dømt i 1949, men kom ud i 1951.